# イランのビール
イランのビールに関して記述する。

## 概要
イランにおけるもっとも古いビールの科学的な証拠は、紀元前3500–3100年のイラン西部のザグロス山脈にあるゴディン・テペ遺跡 (Godin Tepe)にまで遡り、ペルシア帝国において、長い期間ビールが飲まれてきた証拠である。1979年のイラン革命後、アルコール類の製造、所有、販売は違法となり、イスラム法により処罰の対象となっている。ノンアルコールビールは、合法的に入手可能である一方、違法なアルコール入りビールが密輸され、消費されている。
2010年時点で、アルコール入りビールは依然として違法であるが、ノンアルコールビール市場は、地元のビール製造業者により、よく発達し、確立されている。
2008年、イランのノンアルコールビールの売り上げは、売上高および販売量の両方において、2桁という高い成長率を維持していて、2008年から2013年の間で、合計の販売量は2倍以上になると予測されている。